# Escala Dennard
L'escala Dennard, també coneguda com a escala MOSFET, és una llei d'escala que estableix aproximadament que, a mesura que els transistors es fan més petits, la seva densitat de potència es manté constant, de manera que l'ús d'energia es manté en proporció amb l'àrea; escala tant de tensió com de corrent (a la baixa) amb longitud. La llei, formulada originalment per als MOSFET, es basa en un article de 1974 coautor de Robert H. Dennard, de qui porta el nom.
El model d'escalat MOSFET de Dennard implica que, amb cada generació de tecnologia:
1. Les dimensions del transistor es podrien escalar en un -30% (0,7×). Això té els següents efectes simultàniament:
- L'àrea d'un dispositiu individual es redueix un 50%, perquè l'àrea és la longitud per l'amplada.
- La capacitat associada al dispositiu, C, es redueix en un 30% (0,7 ×), perquè la capacitat varia amb l'àrea a la distància.
- Per mantenir el camp elèctric sense canvis, la tensió, V, es redueix en un 30% (0,7×), perquè la tensió és la longitud del camp.
- Característiques com ara el corrent i el temps de transició també es redueixen un 30%, a causa de la seva relació amb la capacitat i la tensió.
- Se suposa que el retard global del circuit està dominat pel temps de transició, de manera que també es redueix un 30%.

2. Els efectes anteriors condueixen a un augment de la freqüència de funcionament, f, en un 40% (1,4×), perquè la freqüència varia amb un retard superior.
3. El consum d'energia d'un transistor individual disminueix en un 50%, perquè la potència activa és CV 2 f.
Per tant, en cada generació de tecnologia, l'àrea i el consum d'energia dels transistors individuals es redueixen a la meitat. En altres paraules, si la densitat del transistor es duplica, el consum d'energia (amb el doble de transistors) es manté igual.